# Orthotrichum rivulare
Orthotrichum rivulare är en bladmossart som beskrevs av Turner 1804. Orthotrichum rivulare ingår i släktet hättemossor, och familjen Orthotrichaceae. Inga underarter finns listade i Catalogue of Life.